# Astragalus elatior
Astragalus elatior es una especie de planta del género Astragalus, de la familia de las leguminosas, orden Fabales.

## Distribución
Astragalus elatior se distribuye por Afganistán (Baglán, Balkh, Bamyan, Faryab, Kunduz y Samangan).

## Taxonomía
Fue descrita científicamente por Kitamura. Fue publicado en Acta Phytotaxonomica et Geobotanica 17: 135 (1958).